# شبرق متلون
الشبرق المتلون (باللاتينية: Ononis variegata) نوع نباتي ينتمي إلى جنس الشبرق من الفصيلة البقولية.

## الموئل والانتشار
موطنه بلاد الشام والمغرب العربي ومعظم مناطق أوروبا.